# Ambró Ilona
Ambró Ilona (Lucski, 1903. január 7. – Nyíregyháza, 1983. április 14.) Kossuth-díjas (1955) tanítónő.

## Életpályája
Iskolai tanulmányait a polgári iskola harmadik osztályáig Csehszlovákiában végezte el; majd Magyarországra költöztek. Tanítóképzői diplomáját – egy súlyos betegség miatt – csak 1927-ben szerezte meg Debrecenben. 1927–1939 között magántanító volt. 1939-től nyugdíjba vonulásáig a Kálmánháza-Nagylapos tanyai iskolában oktatott. 1957-ben Felsőbadur tanyára került át. 1958. november 16-án a Hazafias Népfront színeiben Szabolcs-Szatmár megye országgyűlési képviselője lett.
A Kossuth-díj (1955) III. fokozatát az olvasás, a nyelvtan, az írás és a számtan tanításában elért eredményéért kapta.

## Díjai
- Kossuth-díj III. fokozata (1955)